# Галлеани, Луиджи
Луиджи Галлеани (итал. Luigi Galleani; 12 августа 1861, Верчелли, Пьемонт — 4 ноября 1931, Каприльола близ Аулла, Тоскана) — итальянский революционер, анархист, теоретик радикального анархизма, ведущая фигура рабочего движения Пьемонта.

## Биография
В политике со студенческих лет. Обучался на юридическом факультете Туринского университета, под угрозой судебного разбирательства бежал во Францию, где жил с 1880 по 1900 годы. Высланный из Франции за участие в протестах, переехал в Швейцарию. Познакомился с Элизе Реклю, которому помогал в работе над «Nouvelle Géographie Universelle».
За участие вместе со студентами Женевского университета в чествовании мучеников Хеймаркета — анархистов, казнённых в Чикаго в 1887 году, — был выслан из Швейцарии и возвращён в Италию, где в 1895 году арестован и заключён на о. Пантеллерия, откуда ему удалось бежать в 1900 году и найти убежище в Египте. Здесь он прожил год, пока под угрозой экстрадиции не переехал в Лондон и оттуда отправился в США, куда прибыл в октябре 1901 года.
Анархистских групп в США тех лет было много, и итальянцы в движении играли заметную роль. В начале XX века одним из идеологов-вожаков анархистов был Луиджи Галлеани. Он был редактором нескольких радикальных изданий, в том числе «Cronaca Sovversiva», и апологетом «пропаганды действием», революционного насилия. В частности, 1905 году Галлеани издал и распространил среди подписчиков своего бюллетеня подробное руководство по изготовлению бомб и позже неоднократно выступал в печати с оправданием политического террора. Его последователям «галлеанистам» приписывался ряд взрывов в городах США.
Наиболее известен использованием насилия для устранения тех, кого он считал тиранами и угнетателями, и для действия в качестве катализатора свержения существующих государственных институтов. С 1914 по 1932 год последователи Галлеани в Соединенных Штатах осуществили серию взрывов и покушений на учреждения и персон, которых они считали классовыми врагами. После того, как Галлеани был депортирован из Соединенных Штатов в Италию в июне 1919 года, его последователи устроили взрыв на Уолл-стрит в 1920 году, в результате которого погибло 40 человек.
В ходе серии силовых акций, предпринятых министерством юстиции США и иммиграционными властями в 1918—1921 годах и направленных против радикальных левых (Рейды Палмера) многие «галлеанисты» были арестованы, в том числе итало-американские анархисты Никола Сакко и Бартоломео Ванцетти, которые были казнены, несмотря на отсутствие доказательств против них.
После вступления Америки в Первую мировую войну Галлеани стал ведущим деятелем антивоенного движения, заявив, что анархистское движение выступает «Против войны и против мира, за социальную революцию!» и призвал своих последователей отказаться от мобилизации и скрываться.
Высланный в 1917 году из США по прибытии в Турин Галлеани попытался продолжить издание «Cronaca Sovversiva», но оно было быстро закрыто итальянскими властями. После Похода на Рим в 1922 году был арестован и признан виновным в подстрекательстве к мятежу новыми фашистскими властями, которые приговорили его к 14 месяцам тюремного заключения. После этого его ещё несколько раз арестовывали и помещали в тюрьмы.
В феврале 1930 года был освобожден в связи с ухудшением здоровья. Отправился в Каприльолу, где находился под постоянным наблюдением полиции. Умер 4 ноября 1931 года от сердечного приступа.